# Mimacraea luteomaculata
Mimacraea luteomaculata är en fjärilsart som beskrevs av Karl Grünberg 1908. Mimacraea luteomaculata ingår i släktet Mimacraea och familjen juvelvingar. Inga underarter finns listade i Catalogue of Life.